# Aleksandar Živković (labdarúgó, 1977)
Aleksandar Živković (Surdulica, 1977. július 28. –) szerb válogatott labdarúgó.
A szerb válogatott tagjaként részt vett a 2004. évi nyári olimpiai játékokon.

## Statisztika
| Szerb válogatott | Szerb válogatott | Szerb válogatott |
| Időszak          | Mérk.            | gól              |
| ---------------- | ---------------- | ---------------- |
| 2001             | 2                | 0                |
| Összesen         | 2                | 0                |